# Trigonospila bimaculata
Trigonospila bimaculata är en tvåvingeart som först beskrevs av Villeneuve 1935.  Trigonospila bimaculata ingår i släktet Trigonospila och familjen parasitflugor. Inga underarter finns listade i Catalogue of Life.